# Rearwin Junior
Rearwin Junior byl dvoumístný hornoplošník vyráběný počátkem 30. let 20. století společností Rearwin Airplanes Inc. z Virginie v USA. Tento letoun byl představitelem trendu vyrábět extrémně levná letadla, kterým se letečtí výrobci snažili překonat minimalizovaný zájem o sportovní letadla v důsledku světové hospodářské krize (1929–1933).

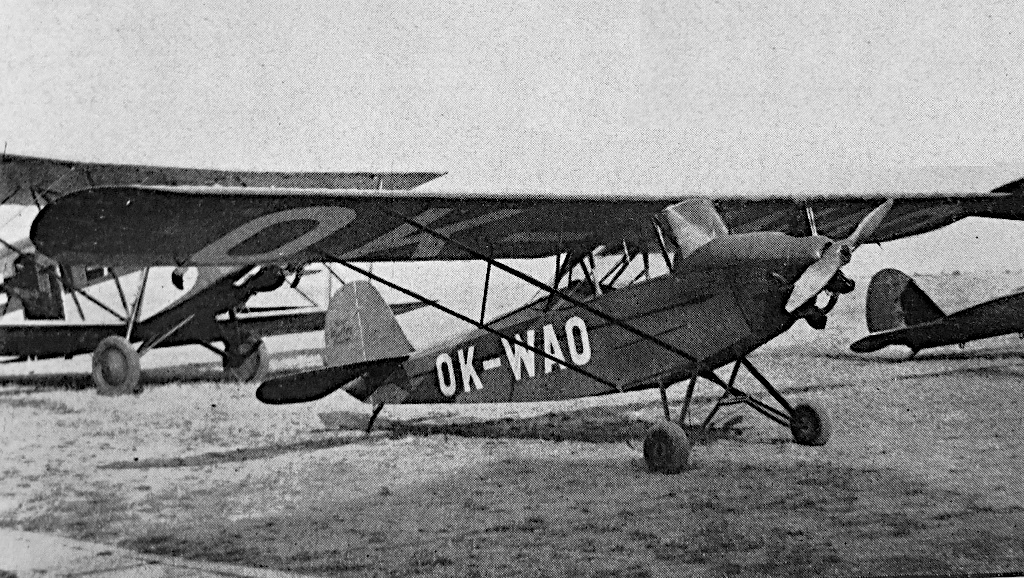
Walter Polaris II a Rearwin Junior 4000 (OK-WAO)

## Vznik a vývoj
Vzhledem k tomu, že v důsledku hospodářské krize se začal hroutit trh se sportovními letadly, rozhodla se společnost Backwin spolu s dalšími výrobci letadel stavět „ultralevné“ letouny. Prvním typem této nové „kategorie“ letadel byl letoun Aeronca C-2, který úspěšně debutoval v roce 1930 jako nízkonákladový dvoumístný ultralehký sportovní letoun. Konstruktéři Douglas Webber a Noel Hockaday z American Eagle Aircraft Corporation (AEAC) se sídlem na letišti Fairfax (dnes Charles B. Wheeler Downtown Airport v Kansas City/Missouri, poblíž sídla Rearwinu) následovali tento trend podobně zaměřeným projektem Eaglet. Douglas Webber a Noel Hockaday nakonec opustili AEAC a začali spolupracovat s Raymondem Andrewem Rearwinem, který od nich tento design koupil a dokončil prototyp za 6 měsíců.
Junior byl testován s experimentálním motorem Guy Poyer (obchodní jméno a značka hlavního investora společnosti) postaveným v továrně Rearwin, ale tento projekt selhal. Rovněž byly certifikovány alternativní motory. Nejpoužívanějším motorem se stal hvězdicový tříválec Szekely SR-3-0 o výkonu 45 k. První let se uskutečnil v dubnu 1931. Letounů Rearwin Junior řady 3000 a následující verze 4000 (s motorem Aeromarine AR-3) se prodalo v letech 1931–1934 téměř 30.

## Popis letounu
Junior velmi připomínal Webberův a Hockadayův předchozí projekt Eaglet, ale byl delší, širší a měl širší podvozek. Byl i těžší než Eaglet, ale také byl schopnější. Byl to konvenční, hornokřídlý jednoplošník se dvěma sedadly v tandemovém uspořádání v otevřeném (verze 3000) nebo uzavřeném kokpitu (verze 4000) a s pevným podvozkem s ostruhou. Křídlo bylo dřevěné dvojpodélníkové, vyztužené po každé straně párem vzpěr. Trup a jeho výztuže byly svařeny z ocelových trubek. Celé letadlo bylo potaženo plátnem.
Rám trupu byl vyroben ze svařovaných chrom-molybdenových ocelových trubek. U předního kokpitu bylo velké přední sklo a menší skleněný štít pro zadní sedadlo. Zdvojené řízení joystickem bylo standardní výbavou. Kokpity u verze Junior 4000 mohly být na přání i zcela zakrytovány snímatelným „zimním“ krytem. Rám křídla ze dvou polovin byl vytvořen z vrstvených smrkových nosníků se smrkovými a břízovými překližkovými příhradovými žebry. Náběžné hrany byly pokryty překližkou a dokončená kostra byla pokryta plátnem. Centrální část křídla byla namontována vysoko nad kabinou na vzpěrách z ocelových trubek. Navíc byly obě poloviny křídla vyztuženy vzpěrami vedoucími od spodní části trupu pomocí tvarovaných vzpěr z ocelových trubek. Dvoukolový podvozek s dělenou nápravou byl tlumen gumovými provazci nebo gumovými kompresními kroužky Rusco. Kola byla obuta pneumatikami GoodYear o rozměru 16x7-4. Podvozek byl nebrzděný. Zadní ostruha byla pružinového typu z oceli. Ocasní skupina pokrytá tkaninou byla vytvořena ze svařovaných ocelových trubek. Horizontální stabilizátor byl nastavitelný za letu. Dřevěné vrtule Aeromarine.

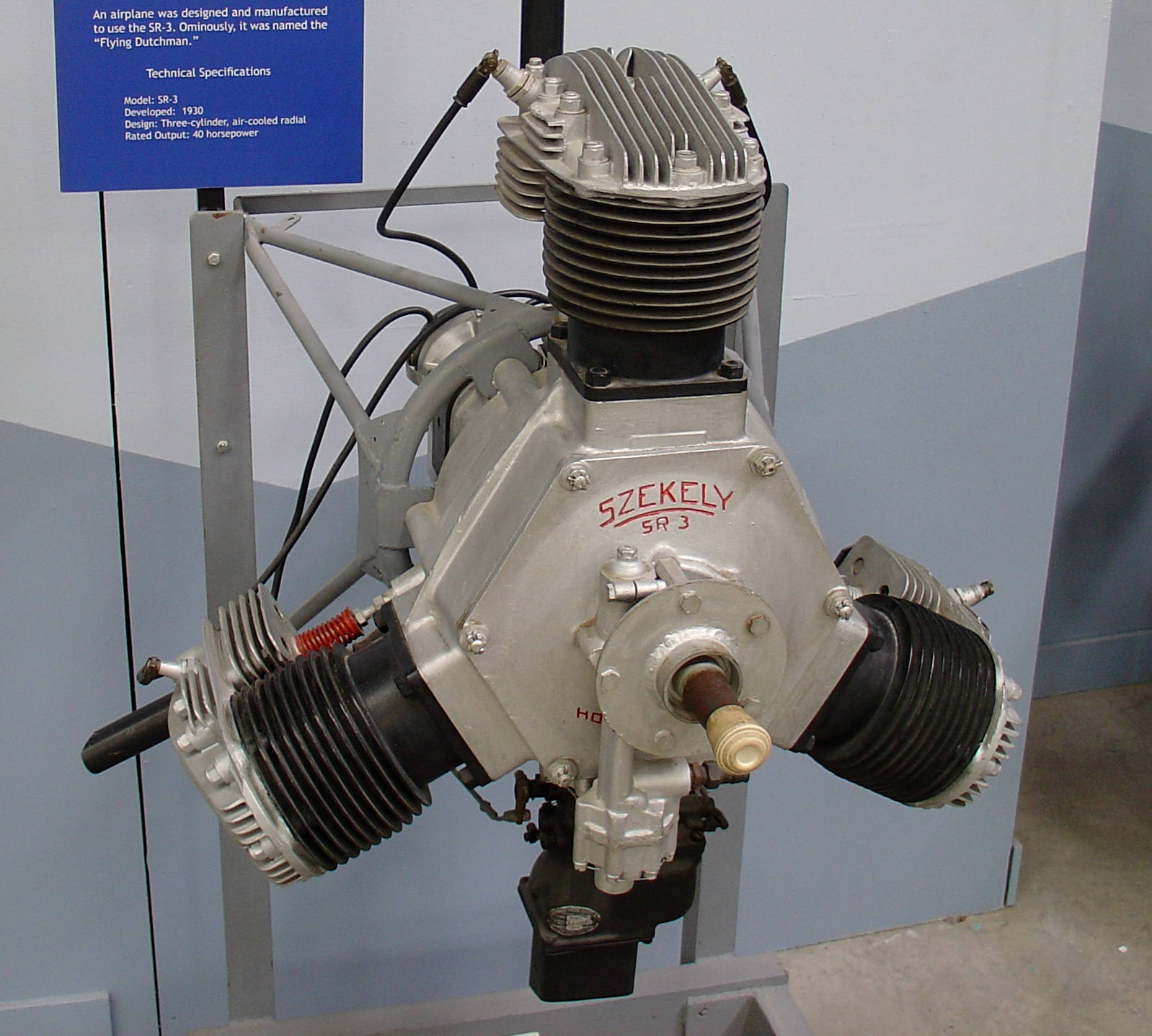
Szekely SR-3

## Použití
Ačkoli byl navržen tak, aby splňoval nejnižší možnou prodejní cenu, počátek Velké hospodářské krize vážně omezil velikost trhu se sportovními letadly a bylo postaveno pouze malé množství.
Rearwin Junior 3000 (certifikace ATC 434) létal v USA s imatrikulacemi N11056, N11057, N11059, N507Y, N535Y, N536Y, N537Y a N538Y (8 letounů), Rearwin Junior 3100 s imatrikulací N12513 (1 letoun) a Rearwin Junior 4000 (certifikace ATC 469) s imatrikulacemi N11058, N12524, N12543, N12558 a N508Y (5 letounů)

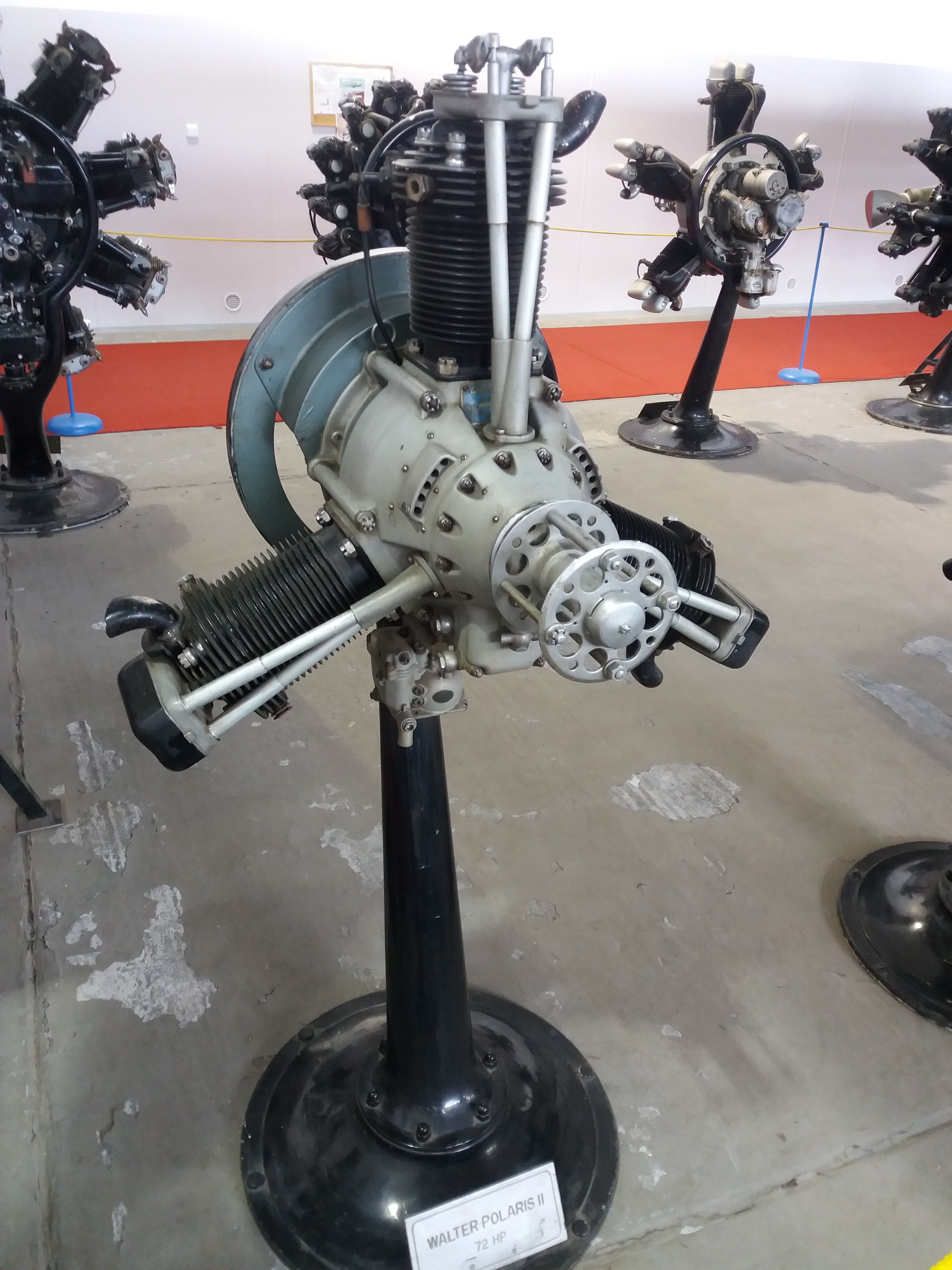
Walter Polaris II (1933)

Jeden z letounů Rearwin Junior 4000 (výr. č. 224) se dostal i do Československa zakoupen společností Baťa pro Baťovu leteckou společnost. Zprvu s imatrikulací OK-WAO přidělenou 27. září 1934 létal v tovární flotile firmy Walter ve společnosti letounů mj. Breda Ba.15 (OK-WAL), Caproni Ca.100 (OK-WAM) a Letov Š-39-II (OK-WAN). U firmy Walter sloužil společně s ostatními letouny jako „živá“ reklama zástavby motorů Walter – v tomto případě Walter Polaris II. Koncem září 1934 se měl tento letoun pilotován Janem Anderlem zúčastnit Národního letu RČs., ale krátce před samotnou akcí Anderle oznámil, že jeho zdravotní stav mu nedovoluje, aby v závodě letadlo pilotoval. Když Antonín Kumpera v roce 1935 tovární ekipu rozpustil, dostaly se všechny zmíněné letouny pod Ministerstvo národní obrany v rámci akce „1000 nových pilotů“. Rearwin Junior byl od srpna 1935 propůjčen Slovenskému Aeroklubu gen. M. R. Štefánika z Bratislavy. Po vzniku Slovenské republiky v březnu 1939 byl převeden do letky SLeS (Slovenský letecký sbor) a údajně dolétal v roce 1943.

## Varianty
- Junior 3000 – verze s motorem Szekely SR-3 (přibližně 20 letounů)
  - Junior 3001 – verze s motorem Guy Poyer (1 letoun, později přestavěn na Junior 4000)
  - Junior 3100 – verze s motorem Szekely SR-5 (2 letouny)
- Junior 4000 – verze s motorem Aeromarine AR-3 (8 letounů), alternativně byl zamontován i motor Walter Polaris II

## Dochované exempláře
Jeden letoun Junior 3000 vlastní Rick a Marcie Limppeovi z pozůstalosti a sbírky Oscara Cookeho, který jej vydražil v roce 1998. Letoun létal do března 1940 s imatrikulaci N537Y.

## Uživatelé
- USA
  - soukromí vlastníci
- Československo (1 letoun)
  - Baťa, Walter
- Slovensko
  - Slovenský letecký sbor

## Specifikace
Údaje pro verze Junior 3000 a (4000) dle

### Technické údaje
- Posádka: 1 pilot
- Kapacita: 1 cestující
- Rozpětí: 10,97 m
- Délka: 6,68 (6,78) m
- Výška: 2,29 m
- Nosná plocha: 16,70 m2
- Hmotnost prázdného letadla: 260 (280) kg
- Vzletová hmotnost: 450 (470) kg
- Pohonná jednotka:
  - hvězdicový vzduchem chlazený tříválcový motor Szekely SR-3 o výkonu 45 k/33 kW (Junior 3000)
  - hvězdicový vzduchem chlazený tříválcový motor Szekely SR-3-55 o výkonu 50 k/37 kW (Junior 3100)
  - hvězdicový vzduchem chlazený tříválcový motor Aeromarine AR-3 o výkonu 50 k/37 kW (Junior 4000)
  - hvězdicový vzduchem chlazený tříválcový motor Walter Polaris II o výkonu 70 k/ 51 kW (Junior 4000)
- Vrtule: pevná dřevěná vrtule

### Výkony
- Cestovní rychlost: 122 km/h
- Max. rychlost: 146 km/hod
- Minimální rychlost: 48 km/h
- Maximální dostup: 4 877 m
- Dolet: 386 km